# 硅油
硅油是指任何含有有机侧链的液态聚合硅氧烷。最重要的成员是聚二甲基矽氧烷。这些聚合物因其较高的热稳定性和润滑性能而具有商业价值。

## 结构
与所有硅氧烷（如六甲基二硅氧烷）一样，硅油的聚合物主链由交替的硅和氧原子构成（...Si−O−Si−O−Si...）。许多基团可以附着在四价硅中心，但主要的取代基是甲基，有时也为苯基。许多硅油是线性聚合物，末端封端为三甲基硅基。其他硅油则是环硅氧烷。

## 应用
硅油主要用作润滑剂、热传导油或液压液。它们是优良的电絕緣體，且与碳类类似物不同，具有不易燃的特点。硅油的温度稳定性和良好的热传导特性使其广泛应用于实验室中的加热浴（“油浴”），这些浴液通常放置在磁力搅拌器上方；同时也被用作冷凍乾燥机中的制冷剂。硅油还常作为缓冲器、湿式变压器、扩散泵及油汀中的工作液体。航天领域的应用包括国际空间站的星辰号服务舱的外部冷却回路和散热器，该回路在太空真空中排放热量。
一种叫做环硅氧烷的硅油类具有与其他非环状硅氧烷液体相似的特性，但具有相对较高的揮發性，因此它在许多化妆品中得到了应用，如止汗剂。
一些硅油（如西甲硅油）因其低表面张力而是强效的消泡剂。它们广泛用于工业应用，如蒸馏或发酵过程中，这些过程中过多的泡沫可能是一个问题。它们有时被添加到食用油中，以防止深炸过程中泡沫过多。作为润滑剂使用的硅油可能在需要泡沫的过程中，如聚氨酯泡沫的制造过程中，成为无意的消泡剂（污染物）。
硅油还是傻瓜粘土的两种主要成分之一，另一种是硼酸。
硅油作为一种有效的枪械润滑剂，适用于常见的橡胶、塑料和金属枪械部件。其高表面附着力使其能够形成持久的保护膜，有助于在长时间存放过程中保持枪械的良好状态。

### 医疗用途
控制胀气的消费者产品常常含有硅油。硅油已被用作玻璃体液体的替代物，用于治疗复杂的视网膜脱离病例，例如伴有增殖性玻璃体视网膜病变、大型视网膜裂孔和穿透性眼外伤的病例。此外，硅油也在一般医学和外科手术中得到应用。由于硅油具有防水和润滑特性，它被认为是一种适合用于保持外科器械的材料，也用于直肠指检（digital rectal examinations，DRE）。

### 汽车用途
硅油常被用作汽车粘性风扇联轴器中的流体，并且仍然被用于较新的电子风扇组件中。